# Otopharynx
Otopharynx és un gènere de peixos de la família dels cíclids i de l'ordre dels perciformes.

## Distribució geogràfica
És un endemisme del Llac Malawi (Àfrica oriental).

## Taxonomia
- Otopharynx argyrosoma (Regan, 1922)
- Otopharynx auromarginatus (Boulenger, 1908)
- Otopharynx decorus (Trewavas, 1935)
- Otopharynx heterodon (Trewavas, 1935)
- Otopharynx lithobates (Oliver, 1989)
- Otopharynx ovatus (Trewavas, 1935)
- Otopharynx pachycheilus (Arnegard & Snoeks, 2001)[2]
- Otopharynx selenurus (Regan, 1922)
- Otopharynx speciosus (Trewavas, 1935)
- Otopharynx tetraspilus (Trewavas, 1935)
- Otopharynx tetrastigma (Günther, 1894)
- Otopharynx walteri (Konings, 1990)[3][4][5][6][7][8][9]